# Étienne-Alexandre Bernier
Étienne-Alexandre Jean-Baptiste Marie Bernier (Daon, 31 ottobre 1762 – Parigi, 1º ottobre 1806) è stato un vescovo cattolico francese.

## Biografia
Ha preso parte alle Guerre di Vandea seguendo l'Esercito cattolico e reale per dare supporto spirituale ai soldati.
Dopo avere terminato i suoi studi di teologia al collegio di Angers, venne ordinato sacerdote, e diventò, ancora molto giovane, curato della parrocchia di Saint-Laud ad Angers. In seguito alla Rivoluzione francese, non volle prestare giuramento alla repubblica imposto dalla Costituzione civile del clero, diventando così un "prete refrettario".
Prese parte alle Guerre di Vandea, dopo i primi successi, i vandeani formarono un consiglio superiore per stabilire l'ordine e l'amministrazione nel dipartimento insorto e Bernier fece parte di questo consiglio. Venne soprannominato l'"apostolo della Vandea".
L'"abbé Bernier" (come era chiamato dai vandeani) divenne presto una figura molto importante per l'Esercito cattolico e reale: dava buoni consigli ai generali e sapeva prestarsi allo spirito militare senza mancare ai suoi doveri di sacerdote.
In seguito al Virée de Galerne Bernier mostrò sempre molta costanza e fermezza: continuava a sostenere i soldati e gli infondeva coraggio. Ma dopo la definitiva sconfitta di Savenay, l'esercito venne distrutto e Bernier rimase nascosto in Bretagna.
Tuttavia non si arrese e continuava a incitare i vandeani per continuare l'insurrezione, allora tornò nel Poitou, e si unì all'esercito di François Charette e poi in quello di Stofflet, il quale nutriva una grande ammirazione per Bernier e accettava spesso i suoi consigli.
Con la salita al potere di Napoleone, volendo riallacciare i rapporti con la Chiesa cattolica scelse proprio Bernier come rappresentante francese. Papa Pio VII mandò in Francia Mons. Bartolomeo Spina (arcivescovo di Corinto) e il teologo Mons. Caselli per trattare con il Primo Console e con Bernier, il negoziato si concluse con il Concordato del 1801 con il quale si ripristinarono alcuni diritti della Chiesa e la ripresa della comunione con Roma dopo la Costituzione civile del clero.
Il Papa dovette anche riorganizzare le diocesi francesi: a causa dello scisma molte erano rimaste senza sacerdoti e vescovi, o perché questi erano stati scomunicati o perché erano stati uccisi, e lo stesso Bernier venne scelto da Napoleone ordinato vescovo e gli venne affidata la Diocesi di Orléans nel 1802.
Durante un suo viaggio a Parigi si ammalerà di febbre biliosa e morirà il 1º ottobre 1806.
Bernier riposa oggi giorno nel piccolo Cimitero del Calvaire.

## Genealogia episcopale e successione apostolica
La genealogia episcopale è:
- Cardinale Scipione Rebiba
- Cardinale Giulio Antonio Santori
- Cardinale Girolamo Bernerio, O.P.
- Arcivescovo Galeazzo Sanvitale
- Cardinale Ludovico Ludovisi
- Cardinale Luigi Caetani
- Cardinale Ulderico Carpegna
- Cardinale Paluzzo Paluzzi Altieri degli Albertoni
- Papa Benedetto XIII
- Papa Benedetto XIV
- Papa Clemente XIII
- Cardinale Giovanni Battista Caprara Montecuccoli
- Vescovo Étienne-Alexandre Jean-Baptiste Marie Bernier

La successione apostolica è:
- Vescovo Joseph-Jacques Loison (1802)
- Vescovo Jean-Louis-Simon Rollet (1802)